# 阿齐兹·奥斯曼
马利克·阿齐兹·伊马德丁·阿布-法塔赫·奥斯曼·伊本·萨拉赫丁·优素福·伊本·埃米尔·纳杰姆丁·阿尤布·伊本·沙齐·伊本·马尔万·阿尤比（阿拉伯语：‎，1171年—1198年11月29日）是埃及阿尤布王朝的第二位苏丹。他是萨拉丁的次子。
萨拉丁臨死前將國土分封給他的親屬。然而很快他们之间就爆发了冲突。雖然阿齐兹成為阿尤布王朝的蘇丹，但他不得不面对摩苏尔的赞吉王朝埃米尔和伊拉克南部的阿爾圖格王朝的叛乱。1194年，阿齐兹围攻大马士革。次年阿齐兹再次进攻叙利亚，塞勒海德被流放到萨尔哈德。
阿齐兹在位期间曾试图拆除吉薩金字塔群，但因任务太艱巨而不得不放弃。不過他成功破坏了孟卡拉金字塔。
他于1198年底在一次狩猎事故中丧生，去世後被安葬在他哥哥穆阿扎姆的坟墓里。